# Llista de topònims de Pontils
Llista de topònims (noms propis de lloc) del municipi de Pontils, a la Conca de Barberà
Informació actualitzada per un bot. Els canvis manuals es perdran quan s'actualitzi!

## cabana
| imatge | Nom                     | Ubicat a | instància de | Detalls                     | coordenades                                                         | Protecció                                  | Commons (més fotos) | Dades a WD                    |
| ------ | ----------------------- | -------- | ------------ | --------------------------- | ------------------------------------------------------------------- | ------------------------------------------ | ------------------- | ----------------------------- |
|        | Cal Traps               | Pontils  | cabana       |                             | 41° 26′ 49″ N, 1° 23′ 57″ E / 41.4468758933099°N,1.39926606213171°E |                                            |                     | Modifica les dades a Wikidata |
|        | Corral                  | Pontils  | cabana       | Estil: arquitectura popular |                                                                     | bé integrant del patrimoni cultural català |                     | Modifica les dades a Wikidata |
|        | barraca del Carraca     | Pontils  | cabana       |                             | 41° 30′ 37″ N, 1° 24′ 00″ E / 41.5103246569174°N,1.40013617142946°E |                                            |                     | Modifica les dades a Wikidata |
|        | barraca del Celestí     | Pontils  | cabana       |                             | 41° 29′ 49″ N, 1° 22′ 19″ E / 41.496895414391°N,1.371930352937°E    |                                            |                     | Modifica les dades a Wikidata |
|        | barraca del Ton Mestres | Pontils  | cabana       |                             | 41° 30′ 21″ N, 1° 23′ 04″ E / 41.5058280814434°N,1.38452666520953°E |                                            |                     | Modifica les dades a Wikidata |
|        | corral de l'Orgue       | Pontils  | cabana       |                             | 41° 28′ 04″ N, 1° 23′ 49″ E / 41.4678470319923°N,1.39687016120687°E |                                            |                     | Modifica les dades a Wikidata |
|        | era de Mas Querol       | Pontils  | cabana       |                             | 41° 28′ 38″ N, 1° 21′ 34″ E / 41.4773249168118°N,1.35936534573357°E |                                            |                     | Modifica les dades a Wikidata |
|        | pallissa del Batet      | Pontils  | cabana       |                             | 41° 28′ 33″ N, 1° 23′ 08″ E / 41.4758931976025°N,1.38548594379557°E |                                            |                     | Modifica les dades a Wikidata |
|        | pallissa del Nicolau    | Pontils  | cabana       |                             | 41° 28′ 33″ N, 1° 22′ 57″ E / 41.4757712815841°N,1.38257872097816°E |                                            |                     | Modifica les dades a Wikidata |

## castell
| imatge | Nom                       | Ubicat a | instància de | Detalls                                                  | coordenades                                                                                              | Protecció                                            | Commons (més fotos)               | Dades a WD                    |
| ------ | ------------------------- | -------- | ------------ | -------------------------------------------------------- | --- | ---------------------------------------------------- | --------------------------------- | ----------------------------- |
|        | Castell de Santa Perpètua | Pontils  | castell      | Estil: art preromànic arquitectura romànica 10th century | 41° 27′ 46″ N, 1° 23′ 30″ E / 41.4628°N,1.39154°E 579 msnm                                               | bé d'interès cultural bé cultural d'interès nacional | Castell de Santa Perpètua de Gaià | Modifica les dades a Wikidata |
|        | Castell de Seguer         | Pontils  | castell      |                                                          | 41° 26′ 34″ N, 1° 24′ 18″ E / 41.442802°N,1.405026°E ca:Seguer 574 msnm                                  | bé d'interès cultural bé cultural d'interès nacional | Castell de Seguer                 | Modifica les dades a Wikidata |
|        | Castell de Vallespinosa   | Pontils  | castell      | 12nd century                                             | 41° 26′ 41″ N, 1° 20′ 54″ E / 41.4446°N,1.34827°E ca:Corriol que surt del poble de Vallespinosa 696 msnm | bé d'interès cultural bé cultural d'interès nacional | Castell de Vallespinosa           | Modifica les dades a Wikidata |
|        | castell de Montclar       | Pontils  | castell      |                                                          | 41° 28′ 04″ N, 1° 20′ 48″ E / 41.467736°N,1.346558°E ca:Serra de Montclar 946 msnm                       | bé d'interès cultural bé cultural d'interès nacional | Castell de Montclar (Pontils)     | Modifica les dades a Wikidata |
|        | castell de Pontils        | Pontils  | castell      |                                                          | 41° 28′ 47″ N, 1° 23′ 08″ E / 41.4797°N,1.38555°E ca:Al turó del Castellot 637 msnm                      | bé d'interès cultural bé cultural d'interès nacional | Castell de Pontils                | Modifica les dades a Wikidata |

## collada
| imatge | Nom                 | Ubicat a                               | instància de | Detalls | coordenades                                                         | Protecció | Commons (més fotos) | Dades a WD                    |
| ------ | ------------------- | -------------------------------------- | ------------ | ------- | ------------------------------------------------------------------- | --------- | ------------------- | ----------------------------- |
|        | Coll de Camp        | Querol Santa Maria de Miralles Pontils | collada      |         | 41° 28′ 42″ N, 1° 28′ 37″ E / 41.47833333°N,1.47683611°E 704.2 msnm |           |                     | Modifica les dades a Wikidata |
|        | Coll de Guix        | Pontils                                | collada      |         | 41° 28′ 49″ N, 1° 28′ 07″ E / 41.480149°N,1.46848°E 755.3 msnm      |           |                     | Modifica les dades a Wikidata |
|        | Coll de Mas Marí    | Pontils                                | collada      |         | 41° 27′ 24″ N, 1° 21′ 20″ E / 41.4566°N,1.35561°E 695.9 msnm        |           |                     | Modifica les dades a Wikidata |
|        | Coll de les Agulles | Querol Pontils                         | collada      |         | 41° 25′ 42″ N, 1° 21′ 20″ E / 41.4283°N,1.35561°E 764.8 msnm        |           |                     | Modifica les dades a Wikidata |

## cova
| imatge | Nom                 | Ubicat a | instància de | Detalls | coordenades                                                         | Protecció | Commons (més fotos) | Dades a WD                    |
| ------ | ------------------- | -------- | ------------ | ------- | ------------------------------------------------------------------- | --------- | ------------------- | ----------------------------- |
|        | Cova Santa          | Pontils  | cova         |         | 41° 27′ 48″ N, 1° 23′ 35″ E / 41.4633452792019°N,1.39312542585043°E |           |                     | Modifica les dades a Wikidata |
|        | cova de Ricreu      | Pontils  | cova         |         | 41° 27′ 47″ N, 1° 22′ 49″ E / 41.4631651066438°N,1.38028175850739°E |           |                     | Modifica les dades a Wikidata |
|        | cova de la Garganta | Pontils  | cova         |         | 41° 28′ 23″ N, 1° 23′ 30″ E / 41.4729821208305°N,1.39178562484284°E |           |                     | Modifica les dades a Wikidata |
|        | la Coveta           | Pontils  | cova         |         | 41° 29′ 08″ N, 1° 26′ 17″ E / 41.4856533122618°N,1.4380553903657°E  |           |                     | Modifica les dades a Wikidata |

## creu de terme
| imatge | Nom                                     | Ubicat a               | instància de  | Detalls | coordenades                                                             | Protecció | Commons (més fotos)            | Dades a WD                    |
| ------ | --------------------------------------- | ---------------------- | ------------- | ------- | ----------------------------------------------------------------------- | --------- | ------------------------------ | ----------------------------- |
|        | creu de terme de Santa Perpètua de Gaià | Santa Perpètua de Gaià | creu de terme |         | 41° 27′ 48″ N, 1° 23′ 35″ E / 41.46331817882187°N,1.3930587984173544°E  |           | Creu de Santa Perpètua de Gaià | Modifica les dades a Wikidata |
|        | creu de terme de Vallespinosa           | Vallespinosa           | creu de terme |         | 41° 26′ 42″ N, 1° 20′ 59″ E / 41.444911912462686°N,1.3496879411746074°E |           | Creu de terme de Vallespinosa  | Modifica les dades a Wikidata |

## curs d'aigua
| imatge | Nom               | Ubicat a                             | instància de | Detalls                                                 | coordenades                                                                                              | Protecció | Commons (més fotos) | Dades a WD                    |
| ------ | ----------------- | ------------------------------------ | ------------ | ------------------------------------------------------- | --- | --------- | ------------------- | ----------------------------- |
|        | Barranc de la Fou | Pontils                              | curs d'aigua | Llarg: 2km                                              | 41° 28′ 39″ N, 1° 26′ 56″ E / 41.47746111°N,1.44879444°E                                                 |           |                     | Modifica les dades a Wikidata |
|        | riu Gaià          | Conca de Barberà Alt Camp Tarragonès | curs d'aigua | Desemboca: mar Mediterrània Llarg: 59km Conca: 423.8km² | 41° 31′ 55″ N, 1° 23′ 15″ E / 41.531903°N,1.38742°E 41° 07′ 53″ N, 1° 22′ 03″ E / 41.131362°N,1.367462°E |           | Gaià River          | Modifica les dades a Wikidata |

## edifici
| imatge | Nom                                | Ubicat a | instància de | Detalls                     | coordenades                                         | Protecció                                  | Commons (més fotos)                | Dades a WD                    |
| ------ | ---------------------------------- | -------- | ------------ | --------------------------- | --------------------------------------------------- | ------------------------------------------ | ---------------------------------- | ----------------------------- |
|        | Camí empedrat                      | Pontils  | edifici      | Estil: arquitectura popular |                                                     | bé integrant del patrimoni cultural català |                                    | Modifica les dades a Wikidata |
|        | Resclosa de Santa Perpètua de Gaià | Pontils  | edifici      | Estil: arquitectura popular | 41° 27′ 52″ N, 1° 23′ 33″ E / 41.46452°N,1.392416°E | bé integrant del patrimoni cultural català | Resclosa de Santa Perpètua de Gaià | Modifica les dades a Wikidata |

## entitat singular de població
| imatge | Nom                     | Ubicat a | instància de                                   | Detalls                               | coordenades | Protecció | Commons (més fotos)              | Dades a WD                    |
| ------ | ----------------------- | -------- | ---------------------------------------------- | ------------------------------------- | --- | --------- | -------------------------------- | ----------------------------- |
|        | Pontils                 | Pontils  | entitat singular de població capital municipal | 39 hab                                | 41° 28′ 38″ N, 1° 23′ 16″ E / 41.47733159°N,1.38768904°E 575 msnm                                                |           |                                  | Modifica les dades a Wikidata |
|        | Sant Magí de Brufaganya | Pontils  | entitat singular de població                   | Estil: arquitectura neoclàssica 0 hab | 41° 29′ 03″ N, 1° 26′ 54″ E / 41.484092°N,1.448466°E ca:Tencall de la carretera de Pontils a la Llacuna 742 msnm |           | Sant Magí de Brufaganya          | Modifica les dades a Wikidata |
|        | Santa Perpètua de Gaià  | Pontils  | entitat singular de població                   | 4 hab                                 | 41° 27′ 44″ N, 1° 23′ 37″ E / 41.4621194444°N,1.39363055556°E 520 msnm                                           |           | Santa Perpètua de Gaià (Pontils) | Modifica les dades a Wikidata |
|        | Seguer                  | Pontils  | entitat singular de població                   | 49 hab                                | 41° 26′ 32″ N, 1° 24′ 20″ E / 41.4422111111°N,1.40551944444°E 594 msnm                                           |           | Seguer                           | Modifica les dades a Wikidata |
|        | Valldeperes             | Pontils  | entitat singular de població                   | 12 hab                                | 41° 29′ 31″ N, 1° 25′ 47″ E / 41.49192778°N,1.42959444°E 661 msnm                                                |           | Valldeperes (Pontils)            | Modifica les dades a Wikidata |
|        | Vallespinosa            | Pontils  | entitat singular de població                   | 18 hab                                | 41° 26′ 41″ N, 1° 20′ 56″ E / 41.44478333°N,1.34891389°E ca:Vallespinosa, carretera TV-2015 666 msnm             |           | Vallespinosa (Pontils)           | Modifica les dades a Wikidata |
|        | Viladeperdius           | Pontils  | entitat singular de població                   | 1 hab                                 | 41° 28′ 50″ N, 1° 24′ 29″ E / 41.48041667°N,1.40796389°E 650 msnm                                                |           | Viladeperdius                    | Modifica les dades a Wikidata |

## església
| imatge | Nom                                       | Ubicat a | instància de     | Detalls                                          | coordenades | Protecció                                  | Commons (més fotos)                               | Dades a WD                    |
| ------ | ----------------------------------------- | -------- | ---------------- | ------------------------------------------------ | --- | ------------------------------------------ | ------------------------------------------------- | ----------------------------- |
|        | Església de Santa Perpètua de Gaià        | Pontils  | església         | 16th century                                     | | bé integrant del patrimoni cultural català |                                                   | Modifica les dades a Wikidata |
|        | Mare de Déu de l'Esperança                | Pontils  | església         |                                                  | 41° 29′ 34″ N, 1° 25′ 45″ E / 41.4928365594878°N,1.42913776065191°E                                              |                                            |                                                   | Modifica les dades a Wikidata |
|        | Sagrat Cor de Jesús                       | Pontils  | església         |                                                  | 41° 29′ 08″ N, 1° 25′ 14″ E / 41.4855589197299°N,1.42059348632388°E                                              |                                            |                                                   | Modifica les dades a Wikidata |
|        | Sant Bartomeu de Seguer                   | Pontils  | església         | Estil: arquitectura romànica                     | 41° 26′ 34″ N, 1° 24′ 19″ E / 41.442861°N,1.405307°E                                                             | bé integrant del patrimoni cultural català | Sant Bartomeu de Seguer                           | Modifica les dades a Wikidata |
|        | Sant Jaume de Rocamora                    | Pontils  | església         | Estil: arquitectura romànica                     | 41° 28′ 42″ N, 1° 26′ 56″ E / 41.478389°N,1.449024°E ca:Al costat de les restes del poble de Rocamora            | bé integrant del patrimoni cultural català | Sant Jaume de Rocamora                            | Modifica les dades a Wikidata |
|        | Sant Jaume de Vallespinosa                | Pontils  | església         | Estil: arquitectura romànica                     | 41° 26′ 41″ N, 1° 20′ 59″ E / 41.444642°N,1.349618°E                                                             | bé integrant del patrimoni cultural català | Sant Jaume de Vallespinosa                        | Modifica les dades a Wikidata |
|        | Sant Magí de Brufaganya                   | Pontils  | església         | Estil: arquitectura barroca 16th century         | 41° 29′ 04″ N, 1° 26′ 57″ E / 41.484372°N,1.449292°E ca:Tencall de la carretera de Pontils a la Llacuna 742 msnm | bé integrant del patrimoni cultural català | Santuari de Sant Magí de la Brufaganya            | Modifica les dades a Wikidata |
|        | Sant Miquel de Montclar                   | Pontils  | església capella |                                                  | 41° 28′ 04″ N, 1° 20′ 51″ E / 41.46772493336°N,1.3475136130167°E                                                 |                                            | Sant Miquel de Montclar                           | Modifica les dades a Wikidata |
|        | Santa Maria de Pontils                    | Pontils  | església         | Estil: arquitectura gòtica                       | 41° 28′ 39″ N, 1° 23′ 16″ E / 41.477521°N,1.387719°E                                                             | bé integrant del patrimoni cultural català | Santa Maria de Pontils                            | Modifica les dades a Wikidata |
|        | Santa Maria de Santa Perpètua de Gaià     | Pontils  | església         | Estil: barroc                                    | 41° 27′ 47″ N, 1° 23′ 33″ E / 41.462957°N,1.392595°E Santa Perpètua de Gaià                                      | bé cultural d'interès local                | Església de Santa Maria de Santa Perpètua de Gaià | Modifica les dades a Wikidata |
|        | Santa Maria i Sant Jacint de Vallespinosa | Pontils  | església         | Estil: arquitectura del Renaixement 17th century | 41° 26′ 41″ N, 1° 20′ 55″ E / 41.444665°N,1.348683°E ca:Castell de Vallespinosa, Pontils 665 msnm                | bé integrant del patrimoni cultural català | Santa Maria i Sant Jacint de Vallespinosa         | Modifica les dades a Wikidata |
|        | Santa Susanna de Santa Perpètua de Gaià   | Pontils  | església         | Estil: art preromànic                            | 41° 27′ 48″ N, 1° 23′ 39″ E / 41.46346°N,1.394043°E ca:Santa Perpètua de Gaià                                    | bé integrant del patrimoni cultural català | Santa Susanna de Santa Perpètua de Gaià           | Modifica les dades a Wikidata |

## font
| imatge | Nom                    | Ubicat a | instància de | Detalls | coordenades                                                         | Protecció | Commons (més fotos) | Dades a WD                    |
| ------ | ---------------------- | -------- | ------------ | ------- | ------------------------------------------------------------------- | --------- | ------------------- | ----------------------------- |
|        | font de l'Heura        | Pontils  | font         |         | 41° 27′ 25″ N, 1° 20′ 30″ E / 41.456834398489°N,1.3418037977234°E   |           |                     | Modifica les dades a Wikidata |
|        | font del Clarasó       | Pontils  | font         |         | 41° 30′ 13″ N, 1° 24′ 02″ E / 41.503601476508°N,1.4005175810433°E   |           |                     | Modifica les dades a Wikidata |
|        | font del Molí de Prous | Pontils  | font         |         | 41° 29′ 37″ N, 1° 21′ 52″ E / 41.4935019812793°N,1.36445574176435°E |           |                     | Modifica les dades a Wikidata |

## masia
| imatge | Nom                | Ubicat a | instància de | Detalls | coordenades | Protecció | Commons (més fotos)     | Dades a WD                    |
| ------ | ------------------ | -------- | ------------ | ------- | --- | --------- | ----------------------- | ----------------------------- |
|        | Ca l'Andreu        | Pontils  | masia        |         | 41° 27′ 45″ N, 1° 23′ 37″ E / 41.4625227673226°N,1.39356482259174°E                                                |           |                         | Modifica les dades a Wikidata |
|        | Ca l'Orgue         | Pontils  | masia        |         | 41° 27′ 45″ N, 1° 23′ 36″ E / 41.4626257983745°N,1.3932030615911°E                                                 |           |                         | Modifica les dades a Wikidata |
|        | Ca la Martina      | Pontils  | masia        |         | 41° 28′ 55″ N, 1° 22′ 54″ E / 41.4819833680045°N,1.38174150751247°E                                                |           |                         | Modifica les dades a Wikidata |
|        | Cal Baixeres       | Pontils  | masia        |         | 41° 27′ 45″ N, 1° 23′ 44″ E / 41.4623690896584°N,1.39546048813134°E                                                |           |                         | Modifica les dades a Wikidata |
|        | Cal Batet          | Pontils  | masia        |         | 41° 29′ 33″ N, 1° 26′ 12″ E / 41.49239048621°N,1.436731381554°E                                                    |           |                         | Modifica les dades a Wikidata |
|        | Cal Caselles       | Pontils  | masia        |         | 41° 29′ 08″ N, 1° 23′ 38″ E / 41.485493630371°N,1.3937762947721°E                                                  |           |                         | Modifica les dades a Wikidata |
|        | Cal Coca           | Pontils  | masia        |         | 41° 26′ 04″ N, 1° 21′ 11″ E / 41.434479899658°N,1.3531447382728°E                                                  |           |                         | Modifica les dades a Wikidata |
|        | Cal Francisquet    | Pontils  | masia        |         | 41° 29′ 00″ N, 1° 22′ 51″ E / 41.4833377994937°N,1.38070167257519°E                                                |           |                         | Modifica les dades a Wikidata |
|        | Cal Jep            | Pontils  | masia        |         | 41° 29′ 29″ N, 1° 23′ 25″ E / 41.4914709437512°N,1.39031008666386°E                                                |           |                         | Modifica les dades a Wikidata |
|        | Cal Joanet del Pui | Pontils  | masia        |         | 41° 26′ 52″ N, 1° 24′ 42″ E / 41.4478476502975°N,1.41153660166235°E                                                |           |                         | Modifica les dades a Wikidata |
|        | Cal Lluís          | Pontils  | masia        |         | 41° 26′ 54″ N, 1° 23′ 37″ E / 41.4484378728638°N,1.39372085714491°E                                                |           |                         | Modifica les dades a Wikidata |
|        | Cal Macià          | Pontils  | masia        |         | 41° 29′ 11″ N, 1° 23′ 42″ E / 41.4864203217662°N,1.39498688550697°E                                                |           |                         | Modifica les dades a Wikidata |
|        | Cal Magí Catòlic   | Pontils  | masia        |         | 41° 26′ 52″ N, 1° 24′ 51″ E / 41.4478577947649°N,1.41422987759428°E                                                |           |                         | Modifica les dades a Wikidata |
|        | Cal Moliner        | Pontils  | masia        |         | 41° 28′ 33″ N, 1° 24′ 26″ E / 41.475772555951°N,1.4071902307832°E                                                  |           |                         | Modifica les dades a Wikidata |
|        | Cal Morera         | Pontils  | masia        |         | 41° 29′ 40″ N, 1° 26′ 38″ E / 41.4944252567126°N,1.44396631200691°E                                                |           |                         | Modifica les dades a Wikidata |
|        | Cal Nofre          | Pontils  | masia        |         | 41° 28′ 56″ N, 1° 27′ 25″ E / 41.48215833°N,1.45688889°E                                                           |           |                         | Modifica les dades a Wikidata |
|        | Cal Passamaner     | Pontils  | masia        |         | 41° 29′ 56″ N, 1° 23′ 20″ E / 41.4989187380824°N,1.38895153546631°E                                                |           |                         | Modifica les dades a Wikidata |
|        | Cal Rabasser       | Pontils  | masia        |         | 41° 27′ 48″ N, 1° 21′ 41″ E / 41.4633465303159°N,1.36129839712331°E                                                |           |                         | Modifica les dades a Wikidata |
|        | Cal Roseta         | Pontils  | masia        |         | 41° 29′ 14″ N, 1° 23′ 12″ E / 41.487193815885°N,1.3865472965845°E                                                  |           |                         | Modifica les dades a Wikidata |
|        | Cal Sebastià       | Pontils  | masia        |         | 41° 29′ 06″ N, 1° 25′ 21″ E / 41.484991053633°N,1.4225357515662°E                                                  |           |                         | Modifica les dades a Wikidata |
|        | Cal Selvet         | Pontils  | masia        |         | 41° 27′ 54″ N, 1° 23′ 45″ E / 41.4649248951074°N,1.39594828613156°E                                                |           |                         | Modifica les dades a Wikidata |
|        | Cal Ticó           | Pontils  | masia        |         | 41° 26′ 56″ N, 1° 23′ 29″ E / 41.4488833053716°N,1.39143530368961°E                                                |           |                         | Modifica les dades a Wikidata |
|        | Cal Viola          | Pontils  | masia        |         | 41° 29′ 46″ N, 1° 26′ 08″ E / 41.495975803974°N,1.435447155501°E                                                   |           |                         | Modifica les dades a Wikidata |
|        | Caseta del Guix    | Pontils  | masia        |         | 41° 28′ 48″ N, 1° 27′ 57″ E / 41.4798843177314°N,1.46582521223415°E                                                |           |                         | Modifica les dades a Wikidata |
|        | Cortadelles        | Pontils  | masia        |         | 41° 27′ 33″ N, 1° 26′ 41″ E / 41.459172857251°N,1.4447134536101°E                                                  |           |                         | Modifica les dades a Wikidata |
|        | Mas Cabot          | Pontils  | masia        |         | 41° 27′ 20″ N, 1° 24′ 07″ E / 41.4555076616083°N,1.4020709045731°E                                                 |           |                         | Modifica les dades a Wikidata |
|        | Mas Carbonell      | Pontils  | masia        |         | 41° 26′ 49″ N, 1° 21′ 26″ E / 41.4470304285737°N,1.35720800799709°E 700 msnm                                       |           | Mas Carbonell (Pontils) | Modifica les dades a Wikidata |
|        | Mas Governa        | Pontils  | masia        |         | 41° 29′ 09″ N, 1° 25′ 17″ E / 41.485875017946°N,1.4213164951521°E                                                  |           |                         | Modifica les dades a Wikidata |
|        | Mas Marí           | Pontils  | masia        |         | 41° 27′ 33″ N, 1° 21′ 25″ E / 41.4591128672401°N,1.35685516744943°E                                                |           |                         | Modifica les dades a Wikidata |
|        | Mas Pascol         | Pontils  | masia        |         | 41° 27′ 13″ N, 1° 25′ 50″ E / 41.453575290901°N,1.4304805982969°E                                                  |           |                         | Modifica les dades a Wikidata |
|        | Mas Querol         | Pontils  | masia        |         | 41° 28′ 34″ N, 1° 21′ 37″ E / 41.4759959876764°N,1.36028511723054°E                                                |           |                         | Modifica les dades a Wikidata |
|        | Mas Vilar          | Pontils  | masia        |         | 41° 27′ 14″ N, 1° 22′ 05″ E / 41.4539657134482°N,1.36795173123398°E                                                |           |                         | Modifica les dades a Wikidata |
|        | Mas Voltor         | Pontils  | masia        |         | 41° 27′ 38″ N, 1° 25′ 43″ E / 41.4604404863835°N,1.42865077065867°E                                                |           |                         | Modifica les dades a Wikidata |
|        | Mas d'en Gol       | Pontils  | masia        |         | 41° 27′ 19″ N, 1° 26′ 16″ E / 41.4552156185486°N,1.43785212577948°E                                                |           |                         | Modifica les dades a Wikidata |
|        | Mas de Ricreu      | Pontils  | masia        |         | 41° 27′ 41″ N, 1° 22′ 38″ E / 41.4614718315952°N,1.37709100577667°E                                                |           |                         | Modifica les dades a Wikidata |
|        | Mas de Tous        | Pontils  | masia        |         | 41° 28′ 51″ N, 1° 22′ 48″ E / 41.4809243210657°N,1.38009104175428°E 606 msnm                                       |           | Mas de Tous (Pontils)   | Modifica les dades a Wikidata |
|        | Mas de les Planes  | Pontils  | masia        |         | 41° 29′ 45″ N, 1° 23′ 30″ E / 41.4957402253256°N,1.39159404446453°E                                                |           |                         | Modifica les dades a Wikidata |
|        | Mas del Franquesa  | Pontils  | masia        |         | 41° 27′ 40″ N, 1° 19′ 34″ E / 41.4611812919048°N,1.32603075344512°E                                                |           |                         | Modifica les dades a Wikidata |
|        | Mas del Quer       | Pontils  | masia        |         | 41° 27′ 43″ N, 1° 24′ 45″ E / 41.46204788102°N,1.41255504969194°E                                                  |           |                         | Modifica les dades a Wikidata |
|        | Mas dels Frares    | Pontils  | masia        |         | 41° 29′ 22″ N, 1° 26′ 38″ E / 41.4893245390361°N,1.44376496767362°E                                                |           |                         | Modifica les dades a Wikidata |
|        | Masia de les Fonts | Pontils  | masia        |         | 41° 28′ 57″ N, 1° 26′ 37″ E / 41.4824942100559°N,1.44354515194665°E                                                |           |                         | Modifica les dades a Wikidata |
|        | Rocamora           | Pontils  | masia        |         | 41° 28′ 42″ N, 1° 26′ 59″ E / 41.4783093630267°N,1.44980140207567°E ca:Camí que surt de les Fonts de la Brufaganya |           |                         | Modifica les dades a Wikidata |
|        | el Corralet        | Pontils  | masia        |         | 41° 26′ 28″ N, 1° 23′ 55″ E / 41.4411723602957°N,1.39847260373769°E                                                |           |                         | Modifica les dades a Wikidata |
|        | la Casilla         | Pontils  | masia        |         | 41° 29′ 52″ N, 1° 24′ 59″ E / 41.497867759514°N,1.41638878867459°E                                                 |           |                         | Modifica les dades a Wikidata |
|        | la Fassina         | Pontils  | masia        |         | 41° 28′ 43″ N, 1° 23′ 18″ E / 41.4785271337802°N,1.38833093300159°E                                                |           |                         | Modifica les dades a Wikidata |
|        | la Masieta         | Pontils  | masia        |         | 41° 30′ 21″ N, 1° 23′ 19″ E / 41.5058768925966°N,1.38864722045463°E                                                |           |                         | Modifica les dades a Wikidata |
|        | la Teuleria        | Pontils  | masia        |         | 41° 28′ 09″ N, 1° 25′ 50″ E / 41.4692400836212°N,1.43060576354257°E                                                |           |                         | Modifica les dades a Wikidata |

## molí d'aigua
| imatge | Nom                             | Ubicat a | instància de | Detalls                     | coordenades | Protecció                                  | Commons (més fotos)             | Dades a WD                    |
| ------ | ------------------------------- | -------- | ------------ | --------------------------- | --- | ------------------------------------------ | ------------------------------- | ----------------------------- |
|        | Molí d'en Prous                 | Pontils  | molí d'aigua | Estil: arquitectura popular | 41° 29′ 30″ N, 1° 22′ 10″ E / 41.491669°N,1.369373°E                                                                          | bé integrant del patrimoni cultural català |                                 | Modifica les dades a Wikidata |
|        | Molí de Sant Magí de Brufaganya | Pontils  | molí d'aigua | Estil: arquitectura popular | 41° 29′ 07″ N, 1° 26′ 23″ E / 41.485315°N,1.439621°E                                                                          | bé integrant del patrimoni cultural català | Molí de Sant Magí de Brufaganya | Modifica les dades a Wikidata |
|        | Molí de Santa Perpètua          | Pontils  | molí d'aigua | Estil: arquitectura popular | | bé integrant del patrimoni cultural català |                                 | Modifica les dades a Wikidata |
|        | Molí de Seguer                  | Pontils  | molí d'aigua | Estil: arquitectura popular | 41° 26′ 39″ N, 1° 24′ 09″ E / 41.444055°N,1.402631°E ca:Camí que surt de la carretera de Seguer, poc abans d'arribar al poble | bé integrant del patrimoni cultural català | Molí de Seguer (Pontils)        | Modifica les dades a Wikidata |
|        | Molí de Vallespinosa            | Pontils  | molí d'aigua | Estil: arquitectura popular | 41° 26′ 43″ N, 1° 20′ 52″ E / 41.44539°N,1.347861°E                                                                           | bé integrant del patrimoni cultural català |                                 | Modifica les dades a Wikidata |
|        | Molí de l'Andreu                | Pontils  | molí d'aigua | Estil: arquitectura popular | 41° 27′ 28″ N, 1° 23′ 50″ E / 41.457788°N,1.397165°E                                                                          | bé integrant del patrimoni cultural català |                                 | Modifica les dades a Wikidata |
|        | Molí del Camadall               | Pontils  | molí d'aigua | Estil: arquitectura popular | | bé integrant del patrimoni cultural català |                                 | Modifica les dades a Wikidata |
|        | Molí del Coca Farina            | Pontils  | molí d'aigua | Estil: arquitectura popular | 41° 28′ 51″ N, 1° 22′ 38″ E / 41.480802°N,1.377252°E                                                                          | bé integrant del patrimoni cultural català |                                 | Modifica les dades a Wikidata |
|        | Molí del Junqué                 | Pontils  | molí d'aigua | Estil: arquitectura popular | | bé integrant del patrimoni cultural català |                                 | Modifica les dades a Wikidata |
|        | Molí del Polvorer               | Pontils  | molí d'aigua | Estil: arquitectura popular | 41° 27′ 37″ N, 1° 23′ 45″ E / 41.460256°N,1.39591°E                                                                           | bé integrant del patrimoni cultural català |                                 | Modifica les dades a Wikidata |
|        | Molí del Rafel                  | Pontils  | molí d'aigua | Estil: arquitectura popular | 41° 28′ 37″ N, 1° 23′ 18″ E / 41.47685°N,1.388281°E                                                                           | bé integrant del patrimoni cultural català |                                 | Modifica les dades a Wikidata |
|        | Molí del Recó                   | Pontils  | molí d'aigua | Estil: arquitectura popular | 41° 26′ 25″ N, 1° 21′ 30″ E / 41.440222°N,1.358349°E                                                                          | bé integrant del patrimoni cultural català |                                 | Modifica les dades a Wikidata |
|        | Molí del Rei                    | Pontils  | molí d'aigua | Estil: arquitectura popular | 41° 27′ 07″ N, 1° 23′ 50″ E / 41.451913°N,1.397238°E                                                                          | bé integrant del patrimoni cultural català |                                 | Modifica les dades a Wikidata |
|        | Molí del Solé                   | Pontils  | molí d'aigua | Estil: arquitectura popular | 41° 27′ 50″ N, 1° 23′ 25″ E / 41.463766°N,1.390322°E                                                                          | bé integrant del patrimoni cultural català | Molí del Solé (Pontils)         | Modifica les dades a Wikidata |

## muntanya
| imatge | Nom               | Ubicat a                           | instància de | Detalls | coordenades                                                           | Protecció | Commons (més fotos) | Dades a WD                    |
| ------ | ----------------- | ---------------------------------- | ------------ | ------- | --------------------------------------------------------------------- | --------- | ------------------- | ----------------------------- |
|        | Montclar          | Pontils                            | muntanya     |         | 41° 27′ 57″ N, 1° 20′ 44″ E / 41.465725492°N,1.34564773737°E 948 msnm |           | Montclar (Pontils)  | Modifica les dades a Wikidata |
|        | Puig de Comaverd  | el Pont d'Armentera Pontils        | muntanya     |         | 41° 26′ 54″ N, 1° 19′ 16″ E / 41.4483°N,1.3211°E 902.1 msnm           |           |                     | Modifica les dades a Wikidata |
|        | Puig de Gaigs     | Sarral Pontils                     | muntanya     |         | 41° 27′ 41″ N, 1° 19′ 24″ E / 41.46126944°N,1.32332778°E 839.4 msnm   |           |                     | Modifica les dades a Wikidata |
|        | Puig de les Creus | Pontils                            | muntanya     |         | 41° 28′ 24″ N, 1° 26′ 31″ E / 41.47346944°N,1.4419°E 923.1 msnm       |           |                     | Modifica les dades a Wikidata |
|        | Punta Alta        | Pontils                            | muntanya     |         | 41° 29′ 28″ N, 1° 22′ 44″ E / 41.4911°N,1.37893°E 708 msnm            |           |                     | Modifica les dades a Wikidata |
|        | Turó de Pixallits | Santa Maria de Miralles Pontils    | muntanya     |         | 41° 28′ 56″ N, 1° 28′ 33″ E / 41.48212778°N,1.47573611°E 824.3 msnm   |           |                     | Modifica les dades a Wikidata |
|        | el Grony          | Bellprat Pontils                   | muntanya     |         | 41° 29′ 04″ N, 1° 28′ 03″ E / 41.48447028°N,1.46736306°E 883.9 msnm   |           |                     | Modifica les dades a Wikidata |
|        | les Agulles       | el Pont d'Armentera Pontils Querol | muntanya     |         | 41° 25′ 41″ N, 1° 21′ 06″ E / 41.4281°N,1.3517°E 828.9 msnm           |           |                     | Modifica les dades a Wikidata |

## serra
| imatge | Nom                  | Ubicat a                           | instància de | Detalls | coordenades                                                         | Protecció | Commons (més fotos) | Dades a WD                    |
| ------ | -------------------- | ---------------------------------- | ------------ | ------- | ------------------------------------------------------------------- | --------- | ------------------- | ----------------------------- |
|        | Serra Morena         | el Pont d'Armentera Pontils        | serra        |         | 41° 25′ 59″ N, 1° 20′ 30″ E / 41.433°N,1.34162°E 925.5 msnm         |           |                     | Modifica les dades a Wikidata |
|        | Serra de Brufaganya  | Pontils                            | serra        |         | 41° 28′ 11″ N, 1° 25′ 08″ E / 41.46975°N,1.41900972°E 923.1 msnm    |           |                     | Modifica les dades a Wikidata |
|        | Serra de Comanroquer | Pontils                            | serra        |         | 41° 27′ 00″ N, 1° 21′ 23″ E / 41.44998056°N,1.35630278°E 779.5 msnm |           |                     | Modifica les dades a Wikidata |
|        | Serra de Comaverd    | el Pont d'Armentera Pontils Sarral | serra        |         | 41° 26′ 28″ N, 1° 18′ 53″ E / 41.44118056°N,1.31478611°E 881 msnm   |           |                     | Modifica les dades a Wikidata |
|        | Serra de la Savinosa | Querol Pontils                     | serra        |         | 41° 28′ 23″ N, 1° 27′ 55″ E / 41.473°N,1.46538°E 851.8 msnm         |           |                     | Modifica les dades a Wikidata |
|        | Serra del Pany       | Bellprat Pontils                   | serra        |         | 41° 29′ 18″ N, 1° 28′ 01″ E / 41.48839444°N,1.46701611°E 883.9 msnm |           |                     | Modifica les dades a Wikidata |
|        | Serra dels Clots     | les Piles Pontils                  | serra        |         | 41° 28′ 12″ N, 1° 20′ 16″ E / 41.4699°N,1.33766°E 860.2 msnm        |           |                     | Modifica les dades a Wikidata |
|        | Serrat del Camadall  | Querol Pontils                     | serra        |         | 41° 26′ 48″ N, 1° 22′ 46″ E / 41.44675278°N,1.37948333°E 851.7 msnm |           |                     | Modifica les dades a Wikidata |
|        | Serrat del Cavallar  | Querol Pontils                     | serra        |         | 41° 26′ 39″ N, 1° 24′ 56″ E / 41.44418333°N,1.41553056°E 739.9 msnm |           |                     | Modifica les dades a Wikidata |

## vèrtex geodèsic
| imatge | Nom        | Ubicat a | instància de    | Detalls   | coordenades                                                                | Protecció | Commons (més fotos) | Dades a WD                    |
| ------ | ---------- | -------- | --------------- | --------- | -------------------------------------------------------------------------- | --------- | ------------------- | ----------------------------- |
|        | San Miquel | Pontils  | vèrtex geodèsic | Alt: 1.2m | 41° 27′ 57″ N, 1° 20′ 44″ E / 41.465726°N,1.345666°E Montclar 947.574 msnm |           |                     | Modifica les dades a Wikidata |
|        | Tauleria   | Pontils  | vèrtex geodèsic | Alt: 1.2m | 41° 28′ 25″ N, 1° 26′ 31″ E / 41.473475°N,1.441895°E 923.523 msnm          |           |                     | Modifica les dades a Wikidata |

## Misc
| imatge | Nom                           | Ubicat a     | instància de      | Detalls                     | coordenades                                                               | Protecció                                  | Commons (més fotos)                | Dades a WD                    |
| ------ | ----------------------------- | ------------ | ----------------- | --------------------------- | ------------------------------------------------------------------------- | ------------------------------------------ | ---------------------------------- | ----------------------------- |
|        | Montalegre                    | Pontils      | nucli de població |                             | 41° 28′ 00″ N, 1° 24′ 56″ E / 41.46666667°N,1.41555556°E                  |                                            |                                    | Modifica les dades a Wikidata |
|        | Pedrera de l'Hort del Perutxo | Pontils      | pedrera           |                             | 41° 28′ 54″ N, 1° 24′ 20″ E / 41.4816143883025°N,1.40562168161342°E       |                                            |                                    | Modifica les dades a Wikidata |
|        | Resclosa de Pontils           | Pontils      | resclosa          | Estil: arquitectura popular | 41° 28′ 43″ N, 1° 23′ 02″ E / 41.478614°N,1.383815°E                      | bé integrant del patrimoni cultural català | Resclosa de Santa Perpètua de Gaià | Modifica les dades a Wikidata |
|        | Safareig de Vallespinosa      | Vallespinosa | safareig          | Estil: arquitectura popular | 41° 26′ 50″ N, 1° 20′ 38″ E / 41.447338°N,1.343931°E ca:Les Eres 636 msnm | bé integrant del patrimoni cultural català | Safareig de Vallespinosa           | Modifica les dades a Wikidata |
|        | casa consistorial de Pontils  | Pontils      | casa consistorial |                             | 41° 28′ 38″ N, 1° 23′ 16″ E / 41.4773396°N,1.3878815°E                    |                                            | Town hall of Pontils               | Modifica les dades a Wikidata |
|        | l'Avenc del Po                | Pontils      | avenc             |                             | 41° 27′ 33″ N, 1° 23′ 28″ E / 41.4590646174321°N,1.39102803843499°E       |                                            |                                    | Modifica les dades a Wikidata |